# Паметник на Кресненско-Разложкото въстание
Паметникът на Кресненско-Разложкото въстание или Паметник на Баненската буна е издигнат в разложкото село Баня. Създаден е в памет на въстанието от 1878 – 1879 година, избухнало срещу османската власт след решенията на Берлинския конгрес, оставил Македония извън границите на новообразуваното Княжество България.

## Местоположение
Намира се на кръговото кръстовище до училището.

## История
Въстанието е наричано тук Баненската буна, по битката при село Баня. След избухването му в района въстаниците се стичат в село Долно Драглище, идвайки от Горно Драглище, Добърско, Годлево, Бачево и други села. След това се отправят към село Баня. На 14 ноември 1878 година става сблъсъкът с османски войски и башибозук под ръководството на Тефик бей, значително надвишаващи броя на въстаниците, което води до българското отстъпление. Село Баня е опустошено и опожарено от турската войска. След въстанието около 25 хиляди души от Мелнишко, Разложко, Горноджумайско и другите райони търсят спасение в Княжество България.
Паметникът е открит на 14 ноември 2008 година, във връзка със 130-годишнината от въстанието.
Чествания пред паметника се правят на 19 февруари, 3 март, 18 юли, 6 септември, 24 октомври (освобождението на Разлог), 14 ноември.

## Описание
Паметникът представлява колона, висока около 3,5 метра, състояща се от черен гранит във формата на кръст и полирани сиви гранитни блокове, в които на места са оставени естествените вдлъбнатини на камъка. На две от стените на паметника са изписани текстове. На лицевата страна пише: „В памет на жертвите на Баненската буна по време на Кресненско-Разложкото въстание от 1878 г. / 12.XI.2008 г. от потомците“. На лявата страна са Вазовите стихове: „Стократно ти порасна, народе уязвени, в свещения си гняв“.